# Sylbacher Berg
Der Sylbacher Berg ist als 136 m ü. NHN hoher Ausläufer dem Südwesthang des Hünderser Berges vorgelagert. Er ist dabei kaum als markanter eigenständiger Gipfel auszumachen. Er liegt im Nordosten des Ortsteils Retzen der Stadt Bad Salzuflen im nordrhein-westfälischen Kreis Lippe in Deutschland. Das namensgebende Sylbach liegt etwa 5,9 km südwestlich im Bad Salzufler Ortsteil Holzhausen.
Der Sylbacher Berg ist bewaldet und Teil des Landschaftsschutzgebietes Am Rott. Am Berg liegt der Quellbereich eines namenlosen Baches, der ein Zufluss des Rhienbaches ist.